# Vasiľov
Vasiľov este o comună slovacă, aflată în districtul Námestovo din regiunea Žilina, pe malul râului Hruštinka⁠(d). Localitatea se află la altitudinea de 650 m deasupra n.m., se întinde pe o suprafață de 9,14 km2 și în 2017 număra 828 de locuitori. Se învecinează cu comuna Lokca.

## Istoric
Localitatea Vasiľov este atestată documentar din 1554.

## Demografie
| An:                | 1994 | 2004   | 2014   | 2024   |
| ------------------ | ---- | ------ | ------ | ------ |
| Număr de persoane: | 767  | 757    | 819    | 818    |
| Diferență:         |      | −1,30% | +8,19% | −0,12% |

| An:                | 2023 | 2024   |
| ------------------ | ---- | ------ |
| Număr de persoane: | 823  | 818    |
| Diferență:         |      | −0,60% |